# Endeavouros
EndeavourOS è una distribuzione Linux basata su Arch Linux, successore di Antergos, il cui sviluppo è iniziato nel 2019. Come Antergos, supporta l'installazione degli ambienti Xfce (disponibile offline solo nelle versioni antecedenti a Galileo), Budgie, Cinnamon, Deepin, GNOME, i3, KDE Plasma 5 (default, disponibile anche offline dalla versione Galileo, del 20 novembre 2023), LXQt, MATE.

## Sviluppo
Quando venne annunciata la fine del progetto Antergos  (21 maggio 2019), Bryan Poerwoatmodjo, un moderatore della community di Antergos, lanciò l'idea di mantenere la community in un nuovo forum, idea che trovò un certo seguito.
In quel momento esisteva già una distro derivata di Antergos, chiamata Portergos (creata da Fernando Omiechuk Frozi), dotata di un installer offline e di un singolo ambiente desktop basato su Xfce.
L'idea iniziale era quella di usare l'installer Cnchi di Antergos, che offriva nove ambienti desktop, ma, a causa di difficoltà tecniche, il team decise di distribuirlo con solo l'installer offline basato su quello di Portergos, pianificando però l'adozione di un nuovo installer per il futuro.
Entro una settimana dall'annuncio, il team presentò il progetto alla community, iniziando a sviluppare la distribuzione, il sito web e il forum.
L'idea alla base di EndeavourOS è quella di una distribuzione che sia semplice da mantenere e con repository piccole, e che offra un'esperienza utente simile a quella di Arch Linux con al contempo la comodità aggiunta di un installer grafico basato su Calamares. Nonostante ciò, il workflow della distribuzione è, per disegno degli stessi creatori, incentrato sulla linea di comando: pertanto Pamac, popolare frontend grafica del gestore dei pacchetti di Arch (Pacman), non è preinstallato. Risulta invece preinstallato Yay, un wrapper di Pacman utile per l'installazione dei pacchetti dalla Arch User Repository.

## Release iniziale
Il 15 luglio 2019 uscì la prima ISO di EndeavourOS. Il team non si aspettava che gran parte della community di Antergos li avrebbe seguiti in questo progetto, ma l'esito fu al di sopra delle aspettative. Non solo la community l'ha apprezzata molto, ma molti bloggers and vloggers hanno fin da subito rilasciato molte recensioni positive; ad oggi, essa è considerata una delle migliori distribuzioni Linux in assoluto per valutazione ed è al primo posto fra quelle derivate da Arch Linux.

## Installazione
Subito dopo la prima distribuzione, il team di EndeavourOS iniziò a sviluppare un installer con diversi ambienti desktop, da scegliere direttamente in internet quale configurazione scaricare.
L'uscita del net-installer era previsto per il 15 novembre 2019, ma fu poi posticipato al 22 dicembre dello stesso anno. Esso permette agli utenti di scegliere diversi ambienti desktop e pacchetti durante il processo di installazione. Il file ISO consente inoltre di procedere con un'installazione offline con l'ambiente desktop di default Xfce4 (con un tema di EndeavourOS o con il suo tema di default) e dà l'opzione di scegliere Net-install all'avvio dell'installer Calamares.

## Rivista Discovery
In data 11 settembre 2019, EndeavourOS ha annunciato la pubblicazione di una rivista online, chiamata Discovery, per fornire agli utenti una serie di informazioni sui comandi di Arch Linux e sull'uscita di nuovi pacchetti. La rivista è stata pubblicata dal novembre 2019 ed è stata dismessa nell'aprile 2021 a causa di una carenza di scrittori.